# Edmond de La Croix de Castries
Pour les articles homonymes, voir de La Croix et Castries.
Pour les autres membres de la famille, voir Famille de la Croix de Castries.
Edmond Eugène Philippe Hercule de La Croix de Castries, 2e duc de Castries (1842), est né en 1787 et mort en 1866.

## Biographie
Fils de Charles de La Croix de Castries (1756-1842), il fait en qualité de sous-lieutenant les campagnes de l'Empire de 1809 et 1810. Aide de camp du maréchal Davout, il est fait prisonnier durant la campagne de Russie en 1812. Il combat pendant la guerre d'Espagne à la tête du 4e régiment de chasseurs.
Il est fait chevalier de la Légion d'honneur en 1812 et chevalier de l'ordre royal et militaire de Saint-Louis en 1814. Il est promu officier de la Légion d'honneur en 1821 puis commandeur de la Légion d'honneur.
Il épouse le 29 octobre 1816 Claire de Maillé de La Tour-Landry, duchesse de Castries, plus connue sous le nom de duchesse de Castries pour son célèbre salon parisien, et dont il n'a pas d'enfant.
Il est inhumé au cimetière Saint-Lazare de Castries, où il a été rejoint dans la tombe par René de Castries (1908-1986) et son épouse Monique de Cassagne (1912-2009).